# Hermandad de Nuestro Padre Jesús Nazareno de El Viso del Alcor
La Muy Antigua, Fervorosa y Mercedaria Hermandad y Cofradía de Nuestro Padre Jesús Nazareno, María Santísima del Mayor Dolor y Traspaso, San Juan Evangelista y Nuestra Señora de la Merced es una hermandad de penitencia establecida en la iglesia conventual del Corpus Christi de El Viso del Alcor. Realiza su Estación de Penitencia cada Viernes Santo por la mañana al punto del amanecer.

## Historia
En el año de 1617 se concluyeron las obras de la iglesia de los Mercedarios de El Viso del Alcor, siendo noveno comendador de esta piadosa orden liberadora de cautivos el Muy Reverendo Padre Don Fray Marcos de la Santísima Trinidad. En este año del Señor, comienza el pueblo a tener gran devoción por el santo crucifijo que la Señora Condesa del Castellar y Señora de El Viso enviara desde Madrid y que recibe culto en esta iglesia en el primer altar del lado del Evangelio, bajo la advocación piadosísima de la Misericordia. Esta es la causa inmediata por la que se decide crear, por parte de la Orden Mercedaria y una serie de visueños, una cofradía, a la que habrían de denominar de Jesús. 
La imagen iconográfica de Jesús Nazareno es creada y difundida en Andalucía por los Mercedarios, al igual que habrá de ocurrir en esta nuestra villa de El Viso del Alcor que, por entonces y a pesar de haber protagonizado hazañas nobles, contaba con una menguada vecindad, sus casas no pasaban de ciento sesenta.
La muy devota imagen de Nuestro Padre Jesús Nazareno con la cruz a cuestas y la de Simón de Cirene fueron realizadas hacia el año de 1669 por el Maestro Imaginero Andrés Cansino, discípulo de José de Arce y de nacionalidad flamenca que residía en Sevilla.
En el testamento de Andrés Cansino, él mismo reconoce ser autor: "De la imagen de Jesús Nazareno que poseen los padres Mercedarios de la villa de El Viso, y de su hechura, de la cual aun el padre comendador me debe cien reales". Esto nos indica que la obra fue una de las últimas que Andrés Cansino realizó, fechándose, por ello, en el mencionado año de 1669 su hechura y en 1670, su llegada al Viso, pues es conocido que en octubre de 1670 muere Andrés Cansino y es sepultado en la iglesia de la Magdalena de Sevilla.

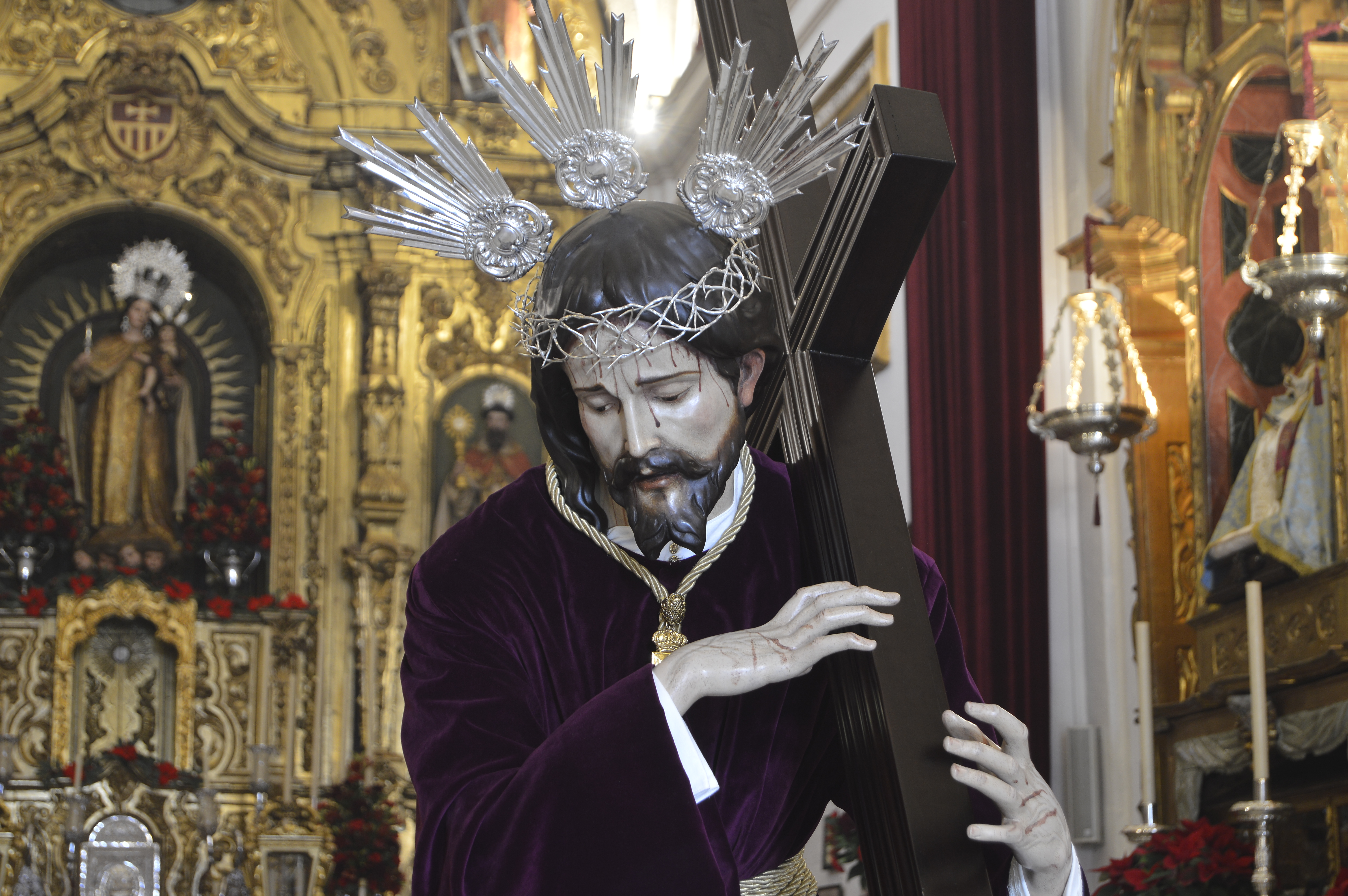
Nuestro Padre Jesús Nazareno, el Señor de El Viso

Es un año grave para esta Hermandad y Cofradía el de 1847, en que llegó a tal extremo su decadencia, que tuvo que refundirse con la Hermandad Sacramental, no saliendo procesionalmente.
Treinta años después, un grupo de jóvenes solicita al Hermano Mayor de la Hermandad Sacramental, Don Pedro López de Tejada, la entrega de las imágenes de Jesús Nazareno, de la Virgen del Mayor Dolor y de San Juan Evangelista. De esta manera se organiza una Junta de Mesa de la Hermandad. Desde 1879 a 1887 se hacen esfuerzos enormes por los que se consigue que la Hermandad vuelva a salir con enorme lucimiento y fervor en el último año mencionado. Tras una serie de Cabildos, el día seis de enero, el día dos de octubre y el día primero de noviembre, es solicitada la aprobación de las Reglas a Su Eminencia el Cardenal de la Archidiócesis.
El día veintitrés de marzo del año de 1889, el Cardenal de Sevilla, Don Fray Ceferino González aprobó las Reglas, las cuales conserva nuestra Hermandad y cuya síntesis histórica se realiza sobre la base de otras reglas y datos de esta Hermandad y Cofradía que desaparecieron, según ellas en los inicios del siglo diecinueve.
En el año 1978 y al amparo de las normas que se habían dictado a tal efecto, esta hermandad elaboró nuevas Reglas que fueron aprobadas por Cabildo General celebrado el dieciséis de junio de ese año y siendo aprobadas por el Arzobispo en un decreto firmado por su notario el muy Reverendo Señor Don José Luis Peinado Merchante con fecha de veintitrés de junio del mismo año. En Cabildo General Extraordinario celebrado el día cuatro de julio de 1994 se aprobaron nuevas modificaciones de estas Reglas que fueron ratificadas en fecha diez de octubre de 1996.
El día 24 de noviembre del 200, el Cabildo General Extraordinario de Hermanos se reunía para aprobar la adaptación de estas Reglas a las Nuevas Normas Diocesanas promulgadas por el Sr.Arzobispo de Sevilla el treinta y uno de diciembre de 1997. 
La imagen de Nuestro Padre Jesús Nazareno ha sido restaurada en varias ocasiones, siendo la primera documentada la del año 1975, debido al deterioro sufrido por la imagen de Nuestro Padre Jesús Nazareno, causado, entre otras razones, por la acción de los insectos xilófagos, la Junta de Gobierno puso en manos de don Francisco Peláez del Espino, Presidente del Instituto de Conservación y Restauración de obras de arte de la Dirección General de Bellas Artes de Sevilla, la dirección de la restauración del más valioso patrimonio de la Hermandad y Cofradía. Era el 17 de noviembre de ese año cuando fue transportada la devota imagen hasta Sevilla, retornando en un acto multitudinario pleno del fervor y la devoción de todos al Señor Jesús que tuvo lugar el día del Señor de 23 de marzo del año 1976.
En el año de 1994, se procedió a la restauración de todas las sagradas imágenes, esta vez a cargo del insigne escultor sevillano Don Francisco Berlanga de Ávila y que supuso para el Señor la hechura de un nuevo cuerpo debido al mal estado en que se encontraba el antiguo y por el riesgo para la integridad que para la Bendita Imagen suponía. En su regreso fue bendecida en Solemne Misa celebrada el día diecinueve de febrero de 1995, predicada por el Rvdo.Sr.Don Antonio Fernández Estévez, Secretario Diocesano de Arte Sacro del Arzobispado de Sevilla.
En la última intervención sobre la imagen del Señor, realizada por la restauradora sevillana Doña Esperanza Fernández Cañero en 2021, se recuperó la postura primitiva de la imagen de Nuestro Padre Jesús Nazareno con la hechura de un nuevo cuerpo, tallado por José María Leal, descubriéndose además la policromía original del siglo XVII durante estos trabajos.
Las imágenes de Nuestro Padre Jesús Nazareno, María Santísima del Mayor Dolor y Traspaso y San Juan Evangelista, presiden el retablo de la capilla sacramental de la iglesia conventual del Corpus Christi, capilla que posee la hermandad desde 1712. El día 28 de febrero del Año Santo Jubilar 2000, S.I. el Rvdmo. Excmo. Sr. Arzobispo de Sevilla, Don Carlos Amigo Vallejo, bendecía un nuevo retablo para los Sagrados Titulares.

## Sagrados titulares
Nuestro Padre Jesús Nazareno: 
La imagen de Nuestro Padre Jesús Nazareno es una talla escultórica que ya estaba realizada en 1670, pues gracias al testamento de Andrés Cansino se pudo adscribir su autoría a la labor del citado maestro escultor: «ytem declaro que el padre comendador que oy es del combento de mersenarios descalsos de la villa del bisso me debe cien reales del resto de la hechura de un jesús nasareno, mandose cobrar».
El rostro del Señor es de gran realismo, expresa un gesto de cansancio, posee la boca entreabierta, ojos entreabiertos, entrecejo levemente fruncido, nariz fina y recta. En cuanto a la estética, Andrés Cansino sabe perfectamente combinar las influencias dinámicas del pleno barroco introducidas en Sevilla por su maestro José de Arce a mediados del siglo XVII. 
La imagen mantiene su belleza primigenia: Jesús entreabre su boca y en ella se denota su respirar jadeante, ojos caídos por el cansancio y la fatiga, pómulos marcados…, es un rostro de belleza serena e idealizada que transmite claramente la idea de la belleza y la bondad de Dios. Su mirada se dirige al fiel consiguiendo una comunicación mística entre la imagen y aquel que lo contempla. Las manos son portentosas y de gran fuerza expresiva, naturalistas y dramáticas parecen aferrarse al madero con resignación.

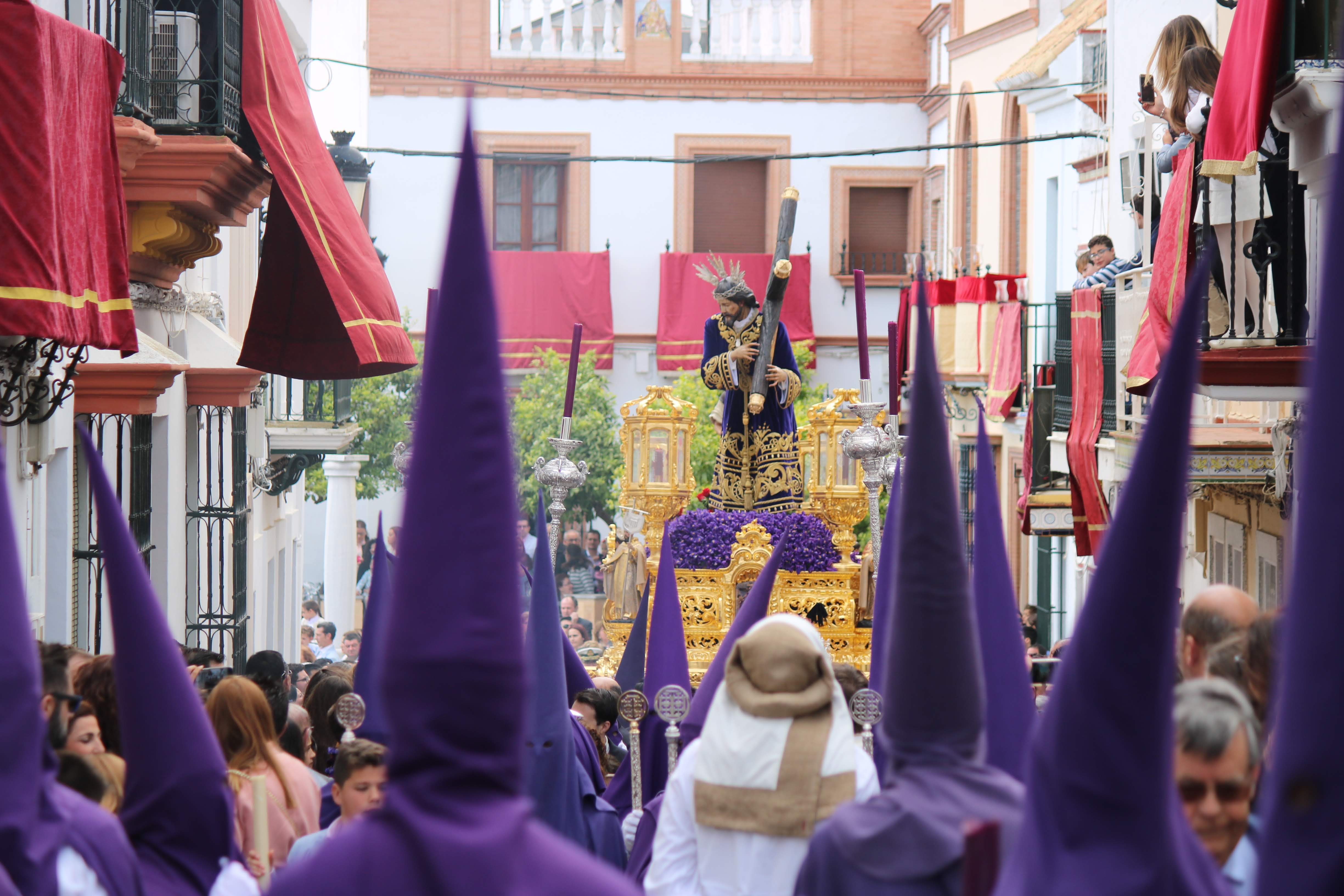
Nuestro Padre Jesús Nazareno, Viernes Santo de 2018

La influencia barroquizante de Arce se advierte en el tratamiento de la cabellera y de la barba, trabajados en masas compactas. Esta forma de trabajar la observamos en la portentosa cabeza del Nazareno; en su barba bífida y poco trabajada y en el cráneo, tallado a base de largos golpes de gubias, con mechones largos y sinuosos, que provocan el efecto de cabello humedecido, con un tratamiento suave, con mechones que caen en masas desde el surco central de la cabeza.
La imagen fue restaurada en 1975 por Francisco Peláez del Espino y en 1994, por Francisco Berlanga de Ávila, que sustituyó el cuerpo anterior (ya alterado por los rechazables criterios de restauración de Peláez del Espino), por otro completamente anatomizado. Este último fue sustituido en 2021 por uno nuevo tallado por José María Leal, con el que se recupera la primitiva postura de la imagen del Nazareno. La última restauración de 2021, realizada por Esperanza Fernández Cañero, supuso también la recuperación de la policromía original de la época de Andrés Cansino, que había permanecido intacta y oculta bajo otras capas de repintes.
La imagen de Nuestro Padre Jesús Nazareno constituye un eslabón dentro de la cadena de los Nazarenos de la escuela sevillana y, por tanto, una imagen clave para estudiar la evolución de la escultura barroca sevillana en la evolución y consolidación del pleno barroco. Esta efigie del Nazareno, ha sido considerada por los profesores Bernáldez y Peláez, como la obra cumbre de este artista, al que se le viene atribuyendo otras esculturas como el Santísimo Cristo de la Salud de la cofradía de San Bernardo de Sevilla.

María Santísima del Mayor Dolor y Traspaso: 
María Santísima del Mayor Dolor y Traspaso es una imagen de autor anónimo, fechada tradicionalmente a finales del siglo XVII o durante el primer tercio del siglo XVIII. A través de esta datación tradicional podemos suponer que durante ese período llegaron a nuestra Hermandad las efigies de la Virgen Dolorosa y de San Juan Evangelista. Documentalmente se puede corroborar su existencia como imagen titular de la Cofradía a mediados del siglo XIX, según un inventario realizado tras la fusión de nuestra Hermandad con la Sacramental en el año 1847.

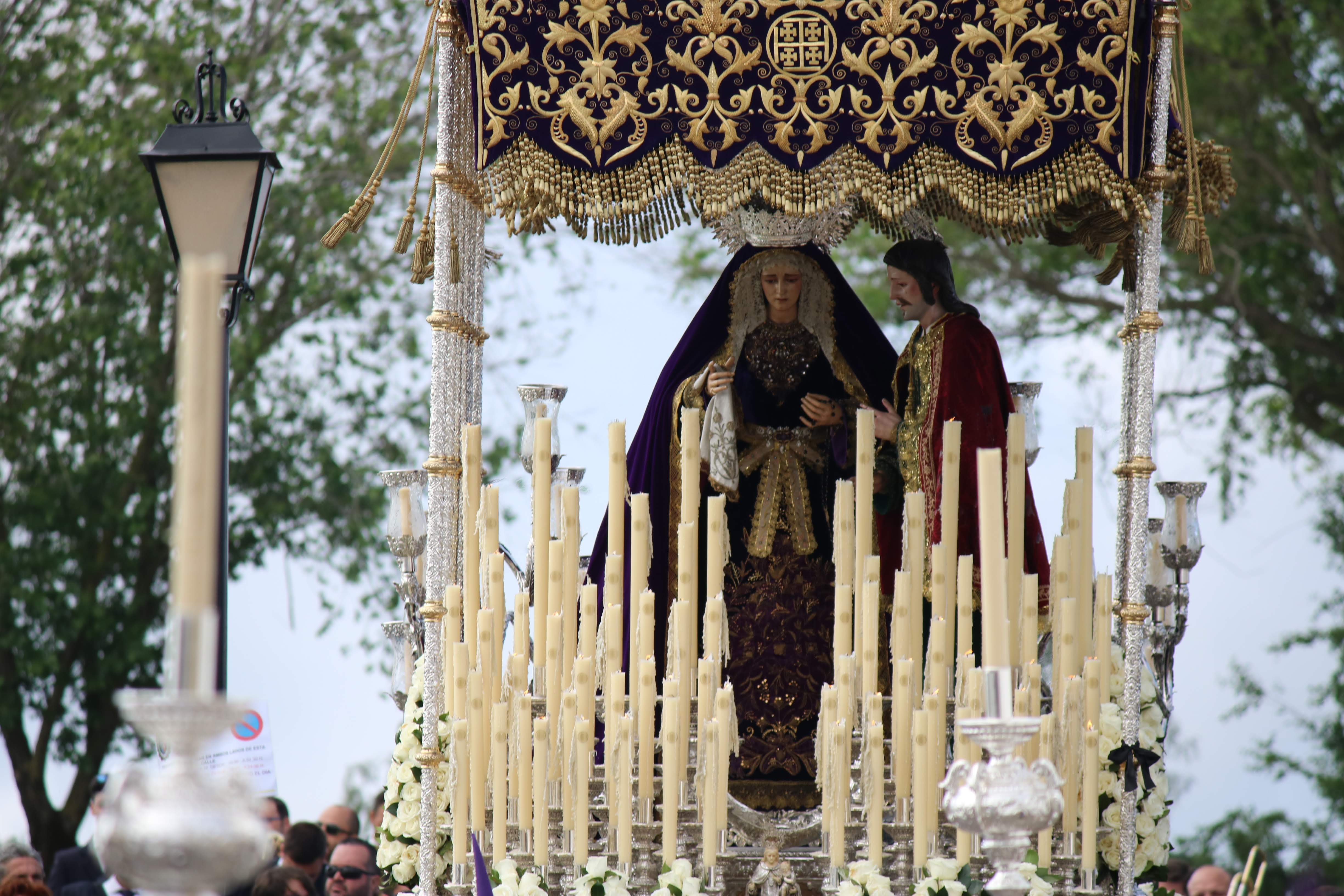
María Santísima del Mayor Dolor y Traspaso en su paso de palio.

La Virgen del Mayor Dolor y Traspaso es una talla de candelero; es decir sólo tiene tallado el busto y las manos, pues el cuerpo es una estructura articulada para ser vestida. En sus rasgos faciales se puede advertir un intenso dolor: mirada al frente y baja, ausente, boca entreabierta, entrecejo fruncido y ojos abiertos; por sus mejillas corren regueros de lágrimas y en su gesto advertimos el momento previo a un llanto incontenido. El semblante de la Virgen ha cambiado sustancialmente desde sus orígenes: sus rasgos se han dulcificado y su fisonomía ha tornado hacia una juventud, un tanto ajena a los ideales estéticos en los que fue concebida. 
Parece ser que fue restaurada varias veces durante el siglo XX, aunque estas restauraciones consistieron principalmente en retoques superficiales como la sustitución de lágrimas y pestañas o intervenciones en el candelero para afianzar la estabilidad de la imagen. Tenemos documentadas un par de intervenciones anónimas: en 1955 cuando se le colocaron nuevas pestañas y en 1958, cuando se le pusieron nuevas lágrimas y pestañas. Sin embargo, la imagen de la Virgen del Mayor Dolor cuenta con dos restauraciones de cierta entidad: en 1970 por el escultor Antonio Gavira quien retocó levemente su mascarilla y le otorgó el aspecto que hoy conocemos y en 1995 por el escultor Francisco Berlanga de Ávila, quien le talló un nuevo candelero, repolicromó la imagen y le añadió nuevas lágrimas y pestañas. En el año 2015, esta efigie mariana fue sometida a una limpieza de policromía, consolidación del soporte y otras labores de conservación y restauración a cargo de Esperanza Fernández Cañero.

San Juan Evangelista:
La imagen del discípulo amado, San Juan Evangelista, es una talla de autor anónimo, fechada a finales del siglo XVII o inicios del siglo XVIII. No cabe duda de que la imagen del Evangelista procede del mismo taller en donde se pudo realizar la efigie de la Santísima Virgen; las analogías entre ambas tallas así lo corroboran, a pesar de que trate de la representación de dos personajes de distinto género. De igual modo, la existencia de esta imagen queda documentada en 1847 gracias al inventario que se realizó tras la fusión temporal entre la Hermandad de Nuestro Padre Jesús Nazareno y la Sacramental de nuestro pueblo. 
Se trata de una talla de candelero, erguida, con los brazos en actitud de señalar el camino de la vía dolorosa, con rostro juvenil, leve barba y cierta expresión de compunción. En cuanto a sus rasgos faciales, denotamos en ellos un levemente dolor contenido, exteriorizado en la boca entreabierta y en las lágrimas que corren por las mejillas.
La hipótesis de que el autor que tallase a la imagen de San Juan sea el mismo que realizara a la Dolorosa del Mayor Dolor y Traspaso, cobra más fuerza nos sólo al estar datadas ambas imágenes en el mismo marco cronológico, sino también en las analogías que presentan ambas imágenes. Las semejanzas son evidentes pese a tratarse de dos representaciones diferentes –una femenina y le otra masculina- pero que comparten el mismo gesto de dolor, miradas bajas y al frente, con la boca entreabierta, un entrecejo levemente fruncido y cejas poco expresivas con idénticos trazados. Las similitudes son más evidentes en el caso de las manos; a pesar de ser masculinas, las manos de San Juan poseen la misma elegancia y delicadeza que las manos de la Virgen, con incisiones muy marcadas en las palmas y con unos dedos finos, de los cuales el dedo índice sobresale notablemente respecto a la dirección de los restantes. 

La imagen de San Juan Evangelista ha sido intervenida en varias ocasiones; en 1995 a cargo del escultor Francisco Berlanga, quien sustituyó su cuerpo por otro sin desbastar y repolicromó la talla. En 2007, José María Leal Bernáldez realizó varias labores de mantenimiento consistente en la limpieza y eliminación de cera en pies y peana y la reintegración de la policromía y en 2017 a cargo de Esperanza Fernández Cañero, quien recuperó la policromía original y sustituyó el cuerpo por un candelero acorde con las proporciones de la efigie.   
Nuestra Señora de la Merced:

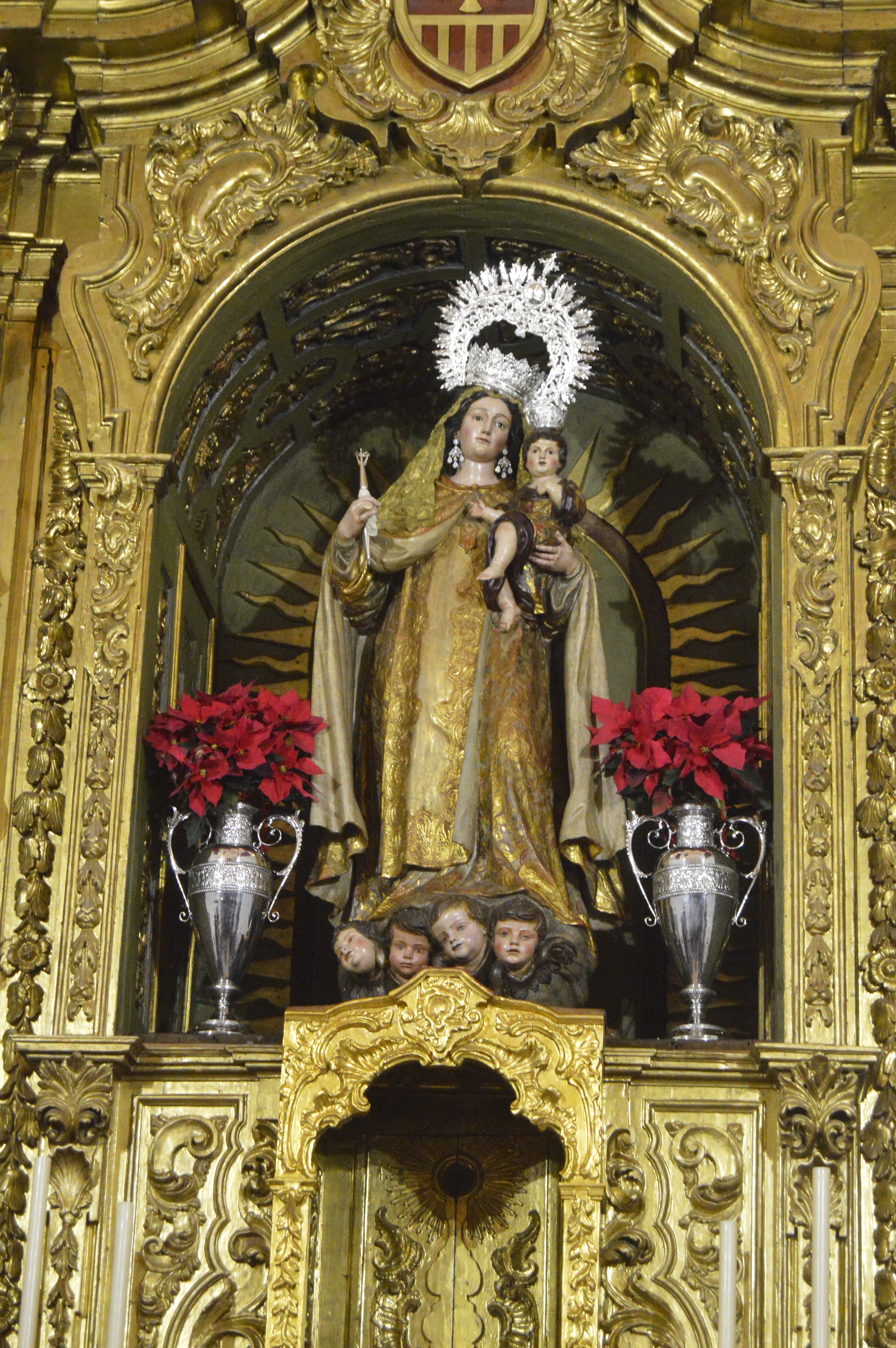
Nuestra Señora de la Merced

La imagen de Nuestra Señora de la Merced es una talla de autor anónimo, datada en el siglo XVII y realizada en madera policromada y estofada. Preside el camarín central del retablo mayor de la Iglesia Conventual del Corpus Christi del Viso del Alcor. Esta imagen gloriosa de Nuestra Señora de la Merced fue incorporada como titular letífica de la hermandad en el cabildo general del 24 de noviembre del año 2000.
Iconográficamente, la Virgen aparece sobre una nube entre cabezas de ángeles, vistiendo ricas vestiduras estofadas compuestas por capa, túnica y escapulario. Sigue la iconografía de la Virgen de la Merced como Madre de Dios o Theotocos, llevando sobre su brazo izquierdo la imagen del Niño Jesús. Porta el cetro en la mano derecha y sostiene al divino Infante con el brazo izquierdo. Esta manera de llevar el Niño procede de los modelos del bajo Renacimiento sevillano.
Estéticamente, la efigie presenta las características propias de la escuela barroca de escultura sevillana: rostro joven e idealizado, la base ancha formada por ángeles y nubes, amplios pliegues en el manto, la riqueza en el diseño de los estofados o el carácter monumental, bello y clásico. 
La talla fue restaurada posiblemente en el siglo XVIII, cuando se le añadieron los actuales ojos de cristal y posteriormente entre los años 1996-1997 por los profesores José Gutiérrez Carrasquilla y Pedro Manzano, quienes consolidaron la efigie y realizaron una profunda limpieza de la policromía de la imagen.

## Cultos Principales
- Solemne Quinario a Nuestro Padre Jesús Nazareno, a celebrar desde el martes segundo de Cuaresma hasta el sábado siguiente.

El Orden de cultos del Quinario habrá de ser: Exposición del Santísimo Sacramento, rezo del Santo Rosario, ejercicio del Quinario, sermón, bendición y reserva de su Divina Majestad y canto del himno a Nuestro Padre Jesús Nazareno. El último día la Hermandad llevará a cabo una Solemne procesión Eucarística.
- Función Principal de Instituto a celebrar el tercer domingo de Cuaresma. Esta consistirá en una Misa Solemnísima de comunión general al Ofertorio de la cual los hermanos y hermanas realizarán pública y solemne protestación de Fe.

En este acto, todos los hermanos tienen la obligación de acercarse a recibir el Divino Manjar.
- Devoto besamanos a Nuestro Padre Jesús Nazareno a celebrarse en la tarde del tercer domingo de Cuaresma.

- Triduo glorioso en honor a la Santísima Virgen del Mayor Dolor y Traspaso que tendrá lugar los tres días anteriores al último domingo de octubre, este día tendrá lugar una solemne Función en honor de nuestra amantísima titular.

- Devoto besamanos a la Santísima Virgen del Mayor Dolor y Traspaso a celebrar el último domingo de octubre.

- Culto a la Santísima Virgen con motivo de la festividad de la Inmaculada Concepción.

- Santa misa en conmemoración de la festividad del Dulce Nombre de Jesús en el mes de enero.

Según consta en sus antiguas Reglas:
A todos los fieles que se acerquen a disfrutar el Divino Manjar, gozarán de cien días de indulgencia que el Eminentísimo y Reverendísimo Señor Doctor Don Fray Ceferino González y Díaz Tuñón, Cardenal Arzobispo de Sevilla, se dignó conceder en fecha de primero de Diciembre del año de 1886.
- Culto en honor a Nuestra Señora de la Merced, con motivo de su festividad en septiembre.

- Santa Misa en honor a San Juan Evangelista, Patrón de la Juventud Cofrade, con motivo de su festividad el 27 de diciembre.

- Santa Misa dedicada por el eterno descanso de todos los hermanos difuntos a celebrar en el mes de noviembre.

- Devoto Besapiés a Nuestro Padre Jesús Nazareno a celebrar durante todo el día del Viernes de Dolores, antes del tradicional Traslado de la Sagrada Imagen desde su capilla hasta su paso procesional.

## Momentos Emotivos de la Hermandad

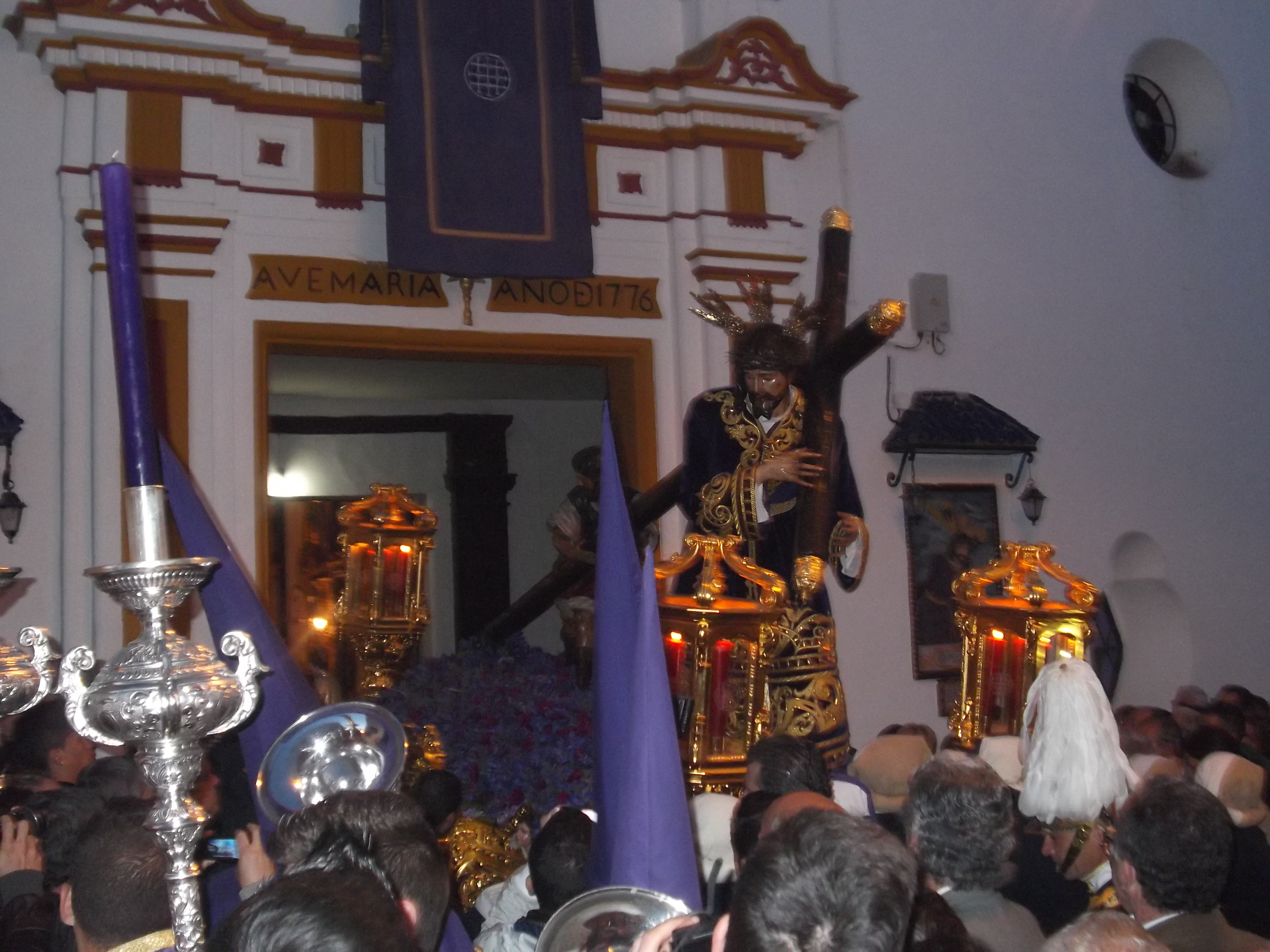
Salida del paso del Señor

Unos de los momentos más esperados de la Semana Santa visueña son la salida y la entrada de la hermandad de Padre Jesús Nazareno en la mañana del Viernes Santo. La pequeña puerta del templo hace que tanto la salida como la entrada de los pasos constituya una verdadera hazaña realizada cada año por capataces y costaleros, teniendo estos últimos que realizar el trabajo de rodillas. Es tanta la angostura del pórtico que los pasos están obligados a salir sin algunos de los elementos que los forman como respiraderos o faldones; además de llevar los zancos recogidos, pues tanto el Señor como la Virgen salen prácticamente a ras de suelo. Es impresionante ver como cambia la altura de los pasos cuando estos salen y levantan, llegando, por ejemplo, el Señor a alcanzar la altura del propio balcón del convento.
Otro momento esperado es la subida al 'Calvario', pues esta hermandad es la única que tiene por reglas realizar su estación de penitencia a la cruz que corona el montículo del Calvario visueño, donde se lee el sermón y el Señor se encuentra cara a cara con la Virgen.

## Banda de Cornetas y Tambores
La Hermandad tiene desde 2004 su propia Banda de Cornetas y Tambores "Nuestra Señora de la Merced"|Banda de Cornetas y Tambores denominada como su titular de Gloria "Nuestra Señora de la Merced".

## Himno de la Hermandad
Con túnica morada
cargado del madero de la cruz
la frente coronada
de espinas y de luz
radiante la mirada,
dolorido y maltrecho va Jesús.

En la cima del Gólgota le espera
el sacrificio inmenso de su amor,
cuan larga es la carrera,
cuan acerbo el dolor
y a su paso se mofa bullanguera
la turba empozoñada del rencor.
Es el Dios de humildad y de clemencia
Señor de la verdad
que olvidando su suma omnipotencia,
su augusta majestad
abraza la pasión de su inocencia
con sólo su bondad.

Con túnica morada
cargado del madero de la cruz
la frente coronada
de espinas y de luz,
radiante la mirada,
dolorido y maltrecho va Jesús.

Letra: Sixto Sánchez Barbudo
Música: Juan Sánchez.